# Spelungula
Spelungula és un gènere monotípic d'aranyes araneomorfes de la família dels gradungúlids (Gradungulidae). Fou descrita per primera vegada l'any 1987 per Forster. Té una única espècie, Spelungula cavernicola, que és endèmica de Nova Zelanda.
Spelungula cavernicola, o Nelson cave spider (aranya de la cova de Nelson), és l'aranya coneguda més gran de Nova Zelanda que pot arribar al 13 –15 cm, potes incloses, amb una longitud de cos de 2,4 centímetres.
Des de l'any 1991, és l'única aranya protegida per Wildlife Act de Nova Zelanda. Està classificada dins la "gamma restringida" ("Range Restricted") i estable dins el New Zealand Threat Classification System (Sistema de Classificació d'Amenaces de Nova Zelanda).
Mentre el nom suggereix que és sabut només d'unes quantes coves en el Nelson i Buller regió de l'Illa del Sud, Nova Zelanda. La seva presa principal és cova weta.